# Coconi
Coconi – wieś w Rumunii, w okręgu Călărași, w gminie Mânăstirea. W 2011 roku liczyła 984 mieszkańców.